# Drvenik (Konavle)
Drvenik ist ein Ort (Naselje) in Kroatien in der Gespanschaft Dubrovnik-Neretva. Er ist Teil der Gemeinde (Općina) Konavle und hat 70 Einwohner.